# Ланцерс, Янис Петрович
Я́нис Петро́вич Ла́нцерс (Jānis Lancers; 27 августа 1931 года, Рига, Латвия — 2008) — советский латвийский боксёр, многократный призёр чемпионатов СССР в полутяжёлом и тяжёлом весе.

## Биография
Родился в большой крестьянской семье. Окончил школу в 1947 году и приехал в Ригу поступать в техникум VEF. Вдохновленный книгами Джека Лондона и рассказами своего школьного учителя Арвида Мейера о боксёрах, пришёл в секцию бокса. Позднее Ланцерс рассказывал, что начал тренироваться потому, что «хотел научиться защищаться».
Первоначально тренировался в ДСО «Даугава» у тренеров Карла Янсона и Эдгара Гиргенсона.
С 1950 года выступал за ВДСО «Динамо», тренер Рихард Бертыньш. Вместе с тренером Ян шлифовал свой знаменитый «Удар Ланцерса», идее возникновения которого он обязан Будениеку, мастеру бокса из Кулдыги. Сутью приёма был поворот кулака в последний момент перед соприкосновением с целью, многократно увеличивавший мощь удара.
Друзья и коллеги называли его «Большой Ян». О себе, когда ему было семьдесят, Ланцерс сказал, что «боксёр — это прежде всего человек, который думает мозгами и имеет в сердце душу». Говорил, что не дрался на улицах, бился только на ринге, сражаясь с равными соперниками.
За восемнадцать лет своей боксёрской карьеры одолел почти всех тогдашних ведущих тяжеловесов Советского Союза: Анатолия Перова, Льва Мухина, Андрея Абрамова и многих других.

## Спортивные достижения
- Финалист чемпионатов СССР по боксу — 1954, 1957, 1959, 1960 годов.
- Обладатель бронзовых медалей чемпионатов СССР — 1958, 1961, 1963 годов.
- 11-кратный чемпион Латвийской ССР в тяжелом весе.

## Спортивные звания
- Мастер спорта СССР (1954[4])
- Почётный мастер спорта (1960)